# Phygadeuon ripicola
Phygadeuon ripicola är en stekelart som beskrevs av Thomson 1885. Phygadeuon ripicola ingår i släktet Phygadeuon och familjen brokparasitsteklar. Arten är reproducerande i Sverige. Inga underarter finns listade i Catalogue of Life.